# Montrás
Montrás (en catalán y oficialmente Mont-ras) es un municipio español de la comarca catalana del Bajo Ampurdán, en la Costa Brava. Además de la capital municipal, incluye los núcleos de población de Canyelles, Molines, la Roqueta y Torre Simona. Las islas Formigues y las del Cap de Planés también forman parte de su término municipal.

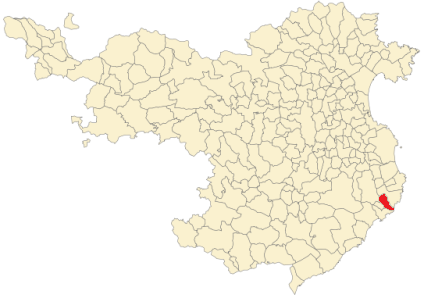
Situación de Montrás en la provincia de Gerona

## Comunicaciones
Montrás se comunica con otros pueblos a través de la carretera C-31 por la salida 331.

## Economía
La economía tradicional se basaba en la agricultura, la ganadería y la producción de tapones de corcho. Actualmente la actividad predominante está ligada al turismo.

## Lugares de interés
- Torre fortificada de Simona.
- Iglesia municipal
- La Pedrera
- Las Gavarras
- El Crit
- Carril bici: El tren petit

## Demografía
Montrás cuenta con una población de 1690 habitantes (INE 2024).
| Gráfica de evolución demográfica de Montrás entre 1860 y 2021 |
| |
| Población de derecho según los censos de población del INE Población de hecho según los censos de población del INEEn estos censos se denominaba Montrás: 1877, 1887, 1897, 1900, 1910, 1920, 1930, 1940, 1950, 1960, 1970 y 1981 Entre el censo de 1860 y el anterior, aparece este municipio porque se segrega del municipio Palafruguell |

| 1497 | 1515 | 1553 | 1717 | 1787 | 1857 | 1877 | 1887 | 1900 |
| ---- | ---- | ---- | ---- | ---- | ---- | ---- | ---- | ---- |
| —    | 39   | —    | 21   | 463  | —    | 586  | 598  | 618  |

| 1910 | 1920 | 1930 | 1940 | 1950 | 1960 | 1970 | 1981 | 1990 |
| ---- | ---- | ---- | ---- | ---- | ---- | ---- | ---- | ---- |
| 673  | 701  | 626  | 579  | 634  | 858  | 1040 | 898  | 1336 |

| 1992 | 1994 | 1996 | 1998 | 2000 | 2002 | 2004 | 2006 | — |
| ---- | ---- | ---- | ---- | ---- | ---- | ---- | ---- | - |
| 1390 | 1473 | 1500 | 1541 | 1644 | 1684 | 1761 | 1841 | — |

Canyelles 89 habitantes
Molines 29 habitantes
Montrás 1491 habitantes
Roqueta, la 22 habitantes
Torre Simona 195 habitantes

## Personajes célebres
- Josep Pla, descripciones de Les Gavarres